# Las Dos Marías

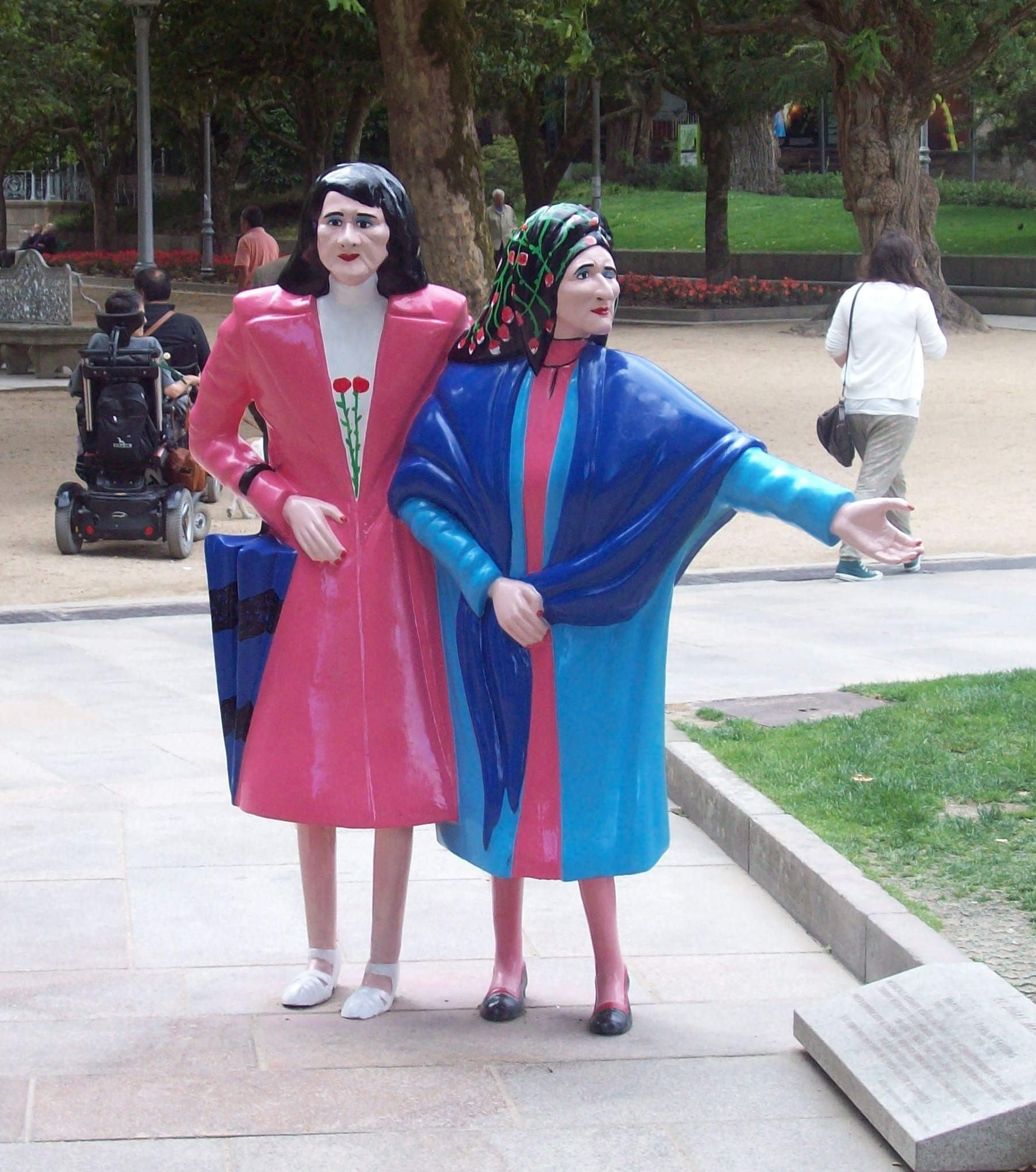
Estatuas de las Dos Marías en el parque de la Alameda, en Santiago de Compostela.

Las Marías, Las Dos Marías, Las Dos en Punto o Cara de Palo es el nombre con que se conocía en Santiago de Compostela (Galicia) a la pareja formada por las hermanas Maruxa (Santiago, 4 de enero de 1898 - ibídem, 13 de mayo de 1980) y Coralia Fandiño Ricart (Santiago, 24 de agosto de 1914 - La Coruña, 30 de enero de 1983), representadas desde 1994 en una famosa escultura ubicada en el parque de la Alameda, en Santiago.
Las dos hermanas se convirtieron en personajes populares de la ciudad debido a que realizaban un paseo diario por la Zona Vella (casco antiguo de Compostela), desde los años cincuenta  hasta finales de los setenta, vestidas y maquilladas de manera excéntrica, mientras flirteaban con los jóvenes universitarios. Este paseo, que tenía lugar a las dos de la tarde en punto (de ahí uno de sus apodos), hora en que la mayoría de estudiantes se dirigían a comer y, por tanto, cuando más actividad había por las calles del centro de Santiago, era todo un acontecimiento por el contraste que suponía el ambiente que reinaba en España durante la dictadura de Franco.
Coralia, la menor, pero más alta, era tímida y poco habladora, mientras que Maruxa, de menor estatura aunque de más edad, era la que llevaba la voz cantante. Apodadas las Marías, fueron también calificadas como «locas» y «solteronas». Lo que se conoce como uno de los iconos más representativos de la ciudad de Santiago de Compostela, obedece a un proceso de maltrato social e institucional, amparado por el régimen del dictador Francisco Franco.

## Historia y características
La familia Fandiño Ricart estaba formada por la costurera Consuelo Ricart y el zapatero Arturo Fandiño, que tuvieron trece hijos (de los cuales once superaron la primera infancia). Maruxa (/marúsha/, María Fandiño Ricart) fue la cuarta hija y Coralia (María Argentina Coralia Fandiño Ricart) fue la duodécima. El taller de zapatería se encontraba en la calle Algalia de Arriba n.º 32. Vivían y trabajaban en la calle Espíritu Santo, en Santiago de Compostela. Otra hermana se llamaba Sarita, y falleció joven. Rosaura era la hermana menor de los trece.

## La represión durante la Guerra Civil
En 1925, la CNT (Confederación Nacional del Trabajo), de ideología anarquista, abrió su sede regional en Santiago de Compostela. A los quince años de edad, el combativo Manolo Fandiño Ricart ―de profesión pintor― se convirtió en su secretario general. Sus dos hermanos Alfonso y Antonio también se volvieron militantes del movimiento anarquista.
En Santiago se vivía un clima de animación y esperanza. Las hermanas Fandiño paseaban por las calles vestidas con ropas hechas en su casa, con telas de colores brillantes y alegres. Los estudiantes galleguistas republicanos las llamaban «Libertad, Igualdad y Fraternidad», y los estudiantes católicos de la CEDA (Confederación Española de Derechas Autónomas), «Fe, Esperanza y Caridad».
Sin embargo, el sueño revolucionario fue ahogado en sangre el 18 de julio de 1936. La represión franquista fue feroz. Los hermanos lograron escapar. Al principio tuvieron mejor suerte que el editor Ángel Casal, el artista Camilo Díaz Baliño, la Recachanta, el abogado Narciso Vidal Fraga, los hermanos Pasín y muchos más, que en esos días aparecieron asesinados en zanjas. Durante la Guerra Civil, Antonio adquirió una alta responsabilidad en la organización.
Manolo Fandiño se mantuvo escondido durante años. Antonio ―sindicado como «anarcosindicalista»― huyó al monte Pedroso (cerca de la ciudad). Finalmente fue descubierto, torturado y encarcelado durante veinte años por los franquistas. El tercer hermano, Alfonso, huyó poco días después del golpe en un barco que salió del puerto de Muros. La pesadilla para las hermanas comenzó cuando los falangistas trataron de utilizar a la familia para averiguar su paradero. A horas intempestivas de la noche, llegaba la Policía Social a la casa de los Fandiño, registraban y desbarataban la vivienda, desnudaban en la vía pública a las hermanas para humillarlas y las subían al monte Pedroso de Santiago. «No está demostrado, pero hay gente que afirma que las llegaron a torturar e incluso a violar», explica Rivadulla, autor de un documental sobre las hermanas (2008), que señala que esos malos tratos continuados fueron la causa de la locura que ambas sufrieron, porque «antes no eran así». Finalmente los hermanos huidos fueron arrestados y cesó la presión sobre las Fandiño.
Tiempo después, Alfonso ―que había huido en barco― apareció de nuevo en La Coruña, militando en la clandestinidad, y finalmente fue encarcelado en el penal de Santoña. Murió en la ciudad de La Coruña el 17 de septiembre de 1991 a los 83 años y está enterrado en el cementerio de San Amaro.
No está claro si las dos hermanas pertenecieron al movimiento anarquista, pero se sabía que su ideología era claramente de izquierda. El periodista Borobó (Raimundo García Domínguez) sostenía que habían sido miembros de la CNT, como sus hermanos, y que habían llevado a cabo tareas de enlace con sindicalistas escapados de Galicia. Las mujeres de la casa, la madre y las hermanas, tuvieron que vivir durante décadas entre las amenazas, el aceite de ricino, el cabello rapado, los falangistas que llegaban a cualquier hora del día y de la noche a su casa, para violar la privacidad y dignidad de las familias pobres.
En 1945 reapareció su hermano Manolo Fandiño, militando en la clandestinidad.

## Después de la Guerra

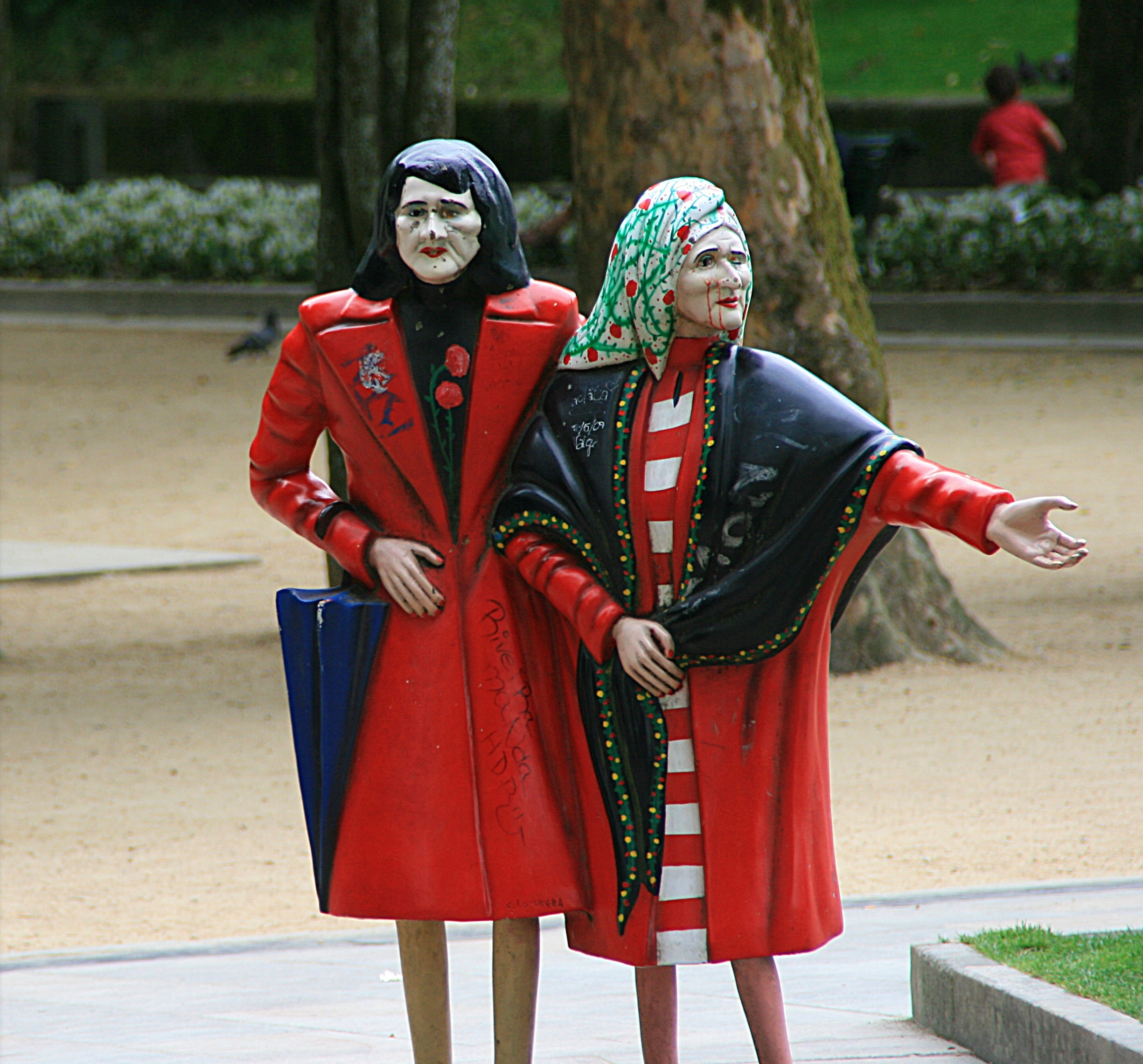
Las estatuas de Las Dos Marías vandalizadas.

A inicio de los años cincuenta, Antonio Fandiño fue liberado muy enfermo y falleció en casa de sus hermanas a causa de los años de malos tratos en cautiverio.
Las llamaron «rojas» (‘comunistas’, aunque eran anarquistas), las trataron de «putas». A partir de entonces, el trabajo desapareció como medio de sustento y dignidad y el hambre se hizo presente en su vida cotidiana. Vivían en la rúa del Medio, en esos años cuarenta, cincuenta, sesenta y setenta. Las tres hermanas Maruxa, Coralia, y Sarita salían juntas a caminar. Sarita falleció joven.
Las dos hermanas cayeron en la pobreza después de que los residentes de la ciudad dejaron de hacer pedidos al taller de costura «por ser una familia anarquista, por miedo a significarse» (que la policía los vinculase con ellas). Más allá de este temor, los compostelanos en general sentían simpatía por ellas, y cuando terminó la guerra las hermanas ―que ya vivían solas en su casa― vivieron de la caridad de los vecinos. Los que querían ayudarlas no les daban limosna directamente, sino que compraban comida, especialmente en la tienda de importación Carro, ubicada en la plaza del Toural, donde el dueño, Tito Carro, se las alcanzaba con la excusa de que eran «promociones» de empresas y no caridad.
Las dos hermanas Fandiño fueron las mujeres más conocidas y fotografiadas de Compostela. Maruxa y Coralia ―que siempre se había querido llamar Rocío― lograron crear un mecanismo de defensa para sobrevivir: se volvieron locas, y en su locura recuperaron el sueño de la juventud. Siempre escuálidas, como si vivieran en un campo de concentración, sin dientes, se vistieron de luz y color, llenas de maquillaje como si se tratase de una representación de máscaras: polvo de arroz, colorete y carmín. Cada día, al mismo tiempo, marcadas por la campana Berenguela de la catedral de Santiago de Compostela, en el verano iban por la calle del Espíritu Santo hasta el paseo en el Toural, en el invierno en las arcadas de la rúa del Villar, desafiado al tiempo gris y la mente de la gente con su luz de la antorcha permanentemente. E incluso cuando algunos estudiantes querían, con una galantería burlona, acercarse a estas máscaras de color, ellas, con la dignidad recuperada y la fuerza de la locura rechazaban ese «cortejo» diciendo en español: «¡Tú ya tienes!».
Según Fermín Bescansa, en una ocasión una tormenta les arruinó el techo de su casa, y se organizó una colecta que reunió un cuarto de millón de pesetas, que en ese momento era el valor de un apartamento.
Maruxa falleció en Santiago de Compostela el 13 de mayo de 1980, a los 82 años. Coralia se fue a vivir con otra hermana al puerto de La Coruña (75 km al norte), ciudad a la que nunca se adaptó. Murió dos años más tarde ―el 30 de enero de 1983, a los 68 años de edad― después de preguntar muchas veces cuál era el camino para volver a Santiago. Hasta 2014, ambas se encontraban enterradas en tumbas separadas y alejadas en el compostelano cementerio de Boisaca. Maruxa en la tumba número 991, con tres de sus hermanos y su madre. Coralia, en la tumba 3196, con su padre.
En mayo de 2014, debido a la degradación de las sepulturas, la asociación Ateneo de Santiago realizó una colecta popular que reunió fondos para rehabilitar el sepulcro, instalar sus restos mortales juntos, como ellas querían, y colocar una placa de recuerdo.

## Reconocimientos

### La escultura de la Alameda
Con los años, la historia de las dos hermanas Fandiño fue cayendo en el olvido, hasta que en 1994, el escultor vasco César Lombera (Baracaldo, 1956), después de nueve años de proponerlo sin éxito en el Ayuntamiento, convenció al entonces alcalde Xerardo Estévez para instalar una escultura en su memoria. Esta, realizada por el propio Lombera, consistió en una reproducción realista y policromada de las dos mujeres durante sus famosos paseos, basada en una fotografía publicada por Luis Carré Menéndez en la revista Viajar como una de las ilustraciones del reportaje sobre la ciudad de Santiago de Compostela. Maruxa a la derecha, con el brazo extendido, y Coralia sosteniendo un paraguas. La obra fue instalada en la Alameda, donde permanece hoy.
Desde entonces, la escultura es una de las más conocidas de la ciudad, ya sea por la curiosidad que despierta entre los turistas como para servir de punto de encuentro en el centro de la ciudad de Compostela. Con frecuencia fija se utiliza como punto de partida de las manifestaciones sociales.

### Documental
Con la intención de preservar su memoria, el escritor y guionista Henrique Rivadulla Corcón (1962-) hizo el documental Coralia e Maruxa, as irmás Fandiño (‘Coralia y Maruja, las hermanas Fandiño’), narrado por el humorista y actor Farruco (Xosé Lois Bernal), en el que una serie de vecinos de Compostela narran su relación con las hermanas fallecidas, y aparecen testimonios de la historiadora Encarna Otero Cepeda y del historiador Dionisio Pereira. Se estrenó el 11 de abril de 2008.
La opinión del autor del documental es que las hermanas desempeñaron, posiblemente sin saberlo, un papel fundamental en esa época de represión.

Mucha gente que se sentía ahogada por el régimen y que no se rebelaba por temor a represalias, veían en Las Marías ese grito de libertad.
Henrique Rivadulla Corcón

### Ensayos
Áurea Sánchez publicó el libro electrónico Las Marías de Santiago de Compostela. Representación de la identidad femenina en los medios de comunicación, de 194 páginas. Este ensayo comprende un trabajo de investigación en la especialidad Estudios de Mujeres, Feministas y de Género que la periodista Áurea Sánchez realizó en la Universidad Jaime I de Castellón como parte del máster en Igualdad y Género en el Ámbito Público y Privado.
Al analizar las noticias que aparecieron de ellas tras sus respectivas muertes, «pareciera que no tuvieron mérito propio ninguno».

Es oportuno recordar que estas dos mujeres padecieron violencia institucional y social. Después de 30 años de sus muertes, aún estamos cultivando el misterio surgido en torno a ellas, sin abordar la temática de fondo que es la violencia contra Maruxa y Coralia, violencia de la que sí se da cuenta, por ejemplo, en el documental Maruxa y Coralia, las hermanas Fandiño, de Rivadulla Corcón. [...] El tema de «Las Marías» se abordó por lo que ellas llamaban la atención, pero muy pocas personas que escribieron sobre Maruxa y Coralia llegaron a comprender el fenómeno que, personalmente, catalogaría de violencia institucional de género. Despertaron enorme interés, pero su contexto ha permanecido mal explicado hasta hoy.
Áurea Sánchez